# Agreste de Lagarto

Localisation de la microrégion de l'Agreste de Lagarto

L'Agreste de Lagarto est l'une des quatre microrégions qui subdivisent l'Agreste du Sergipe (Sergipe, Brésil).
Elle comporte 2 municipalités qui regroupaient 112 440 habitants en 2006, pour une superficie totale de 1 491 km2.

## Municipalités
Municipalités
- Lagarto
- Riachão do Dantas